# Supercopa Francesa de Voleibol Masculino de 2024
A Supercopa Francesa de Voleibol Masculino de 2024 foi a 13.ª edição desta competição anual organizado pela Ligue Nationale de Volley (LNV), que ocorreu no dia 21 de setembro, na cidade de Rezé, no departamento de Loire-Atlantique.
Em sua segunda participação, o Montpellier HSC conquistou seu segundo título ao vencer o Saint-Nazaire VBA por 3 sets a 2. O levantador francês Raphaël Corre foi eleito o melhor jogador da partida.

## Regulamento
A competição foi disputada em partida única.

## Equipes participantes
| Equipe            | Cidade        | Qualificação                              | Última participação |
| ----------------- | ------------- | ----------------------------------------- | ------------------- |
| Saint-Nazaire VBA | Saint-Nazaire | Campeão da Marmara SpikeLigue de 2023–24  | Estreante           |
| Montpellier HSC   | Montpellier   | Vice-campeão da Copa da França de 2023–24 | 2022                |

1. ↑  O Nantes Rezé MV, campeão da Copa da França de 2023–24, não recebeu licença para disputar a primeira divisão francesa.[4]

## Local da partida
| Rezé, França            |
| Salle de la Trocardière |
| ----------------------- |
|                         |
| Capacidade: 4 238       |

## Resultado
| Data   | Hora  |                   | Placar |                 | Set 1 | Set 2 | Set 3 | Set 4 | Set 5 | Total   | Relatório |
| ------ | ----- | ----------------- | ------ | --------------- | ----- | ----- | ----- | ----- | ----- | ------- | --------- |
| 21 set | 17:30 | Saint-Nazaire VBA | 2–3    | Montpellier HSC | 17–25 | 36–34 | 25–18 | 17–25 | 13–15 | 108–117 | Relatório |

## Premiação
| Supercopa Francesa de 2024           |
| ------------------------------------ |
| Montpellier HSC Campeão (2.º título) |

| Elenco |
| --- |
| Nathan Spano, Raphaël Pascal, Raphaël Corre, Joris Seddik, Ezequiel Palacios, Nicolas Le Goff, Tomás López, Etan Jeanlys, Corentin Phelut, Dimităr Dimitrov, Eliot Coulet |
| Técnico |
| Loïc Le Marrec |